# Hufschnecken
Die Hufschnecken (Hipponicidae) sind eine Familie aus der Gruppe der Caenogastropoda mit hufförmigen Gehäusen, die in wärmeren und warmen Meeren aller drei großen Ozeane verbreitet sind. Sie leben als Detritusfresser oder ernähren sich als Filtrierer von Plankton.

## Merkmale
Die ausschließlich marinen Hufschnecken besitzen ein kappenförmiges bis hufförmiges Gehäuse, an dem sich innen eine auffällige, trichter- bis hufeisenförmige Kalkplatte für den Ansatz der Muskeln befindet. Mit meist weniger als 3 cm Gehäusedurchmesser sind es kleine Schnecken. Die Tiere haben kein Operculum. Der Fuß der Schnecken hat einen großen scheibenförmigen Abschnitt, der bei vielen Arten eine Kalkplatte abscheidet. Hierauf sitzen die Hufschnecken und bewegen sich nicht mehr fort und fressen meist Detritus, den sie mit ihrer kräftigen Proboscis von der Substratoberfläche aufsammeln. Manche Arten sind auf Kot anderer Weichtiere spezialisiert. Andere Hufschnecken ernähren sich als Filtrierer.
Die Gattungen Hipponix und Cheilea sind in tropischen und subtropischen Meeren weltweit anzutreffen.
Hufschnecken sind protandrische Zwitter, die ihre Eier in Eikapseln am Muttertier ausbrüten.

## Gattungen
Zur Familie Hipponicidae gehören folgende 9 Gattungen:
- Antisabia Wenz, 1940
- Cheilea Modeer, 1793
- Eoatlanta Cossmann, 1889 †
- Hipponix Defrance, 1819
- Leptonotis Conrad, 1866
- Malluvium Melvill, 1906
- Milicheilea Espinosa & Ortea, 2011
- Pilosabia Iredale, 1929
- Sabia Gray, 1840